# Blair Witch (film, 2016)
Pour les articles homonymes, voir Blair Witch.
Série Blair Witch
Blair Witch 2 : Le Livre des ombres
(2000)
Pour plus de détails, voir Fiche technique et Distribution.
Blair Witch ou La Légende Blair au Québec est un film d'horreur américain de genre « found footage » réalisé par Adam Wingard, sorti en 2016.
Il s'agit de la suite directe du Projet Blair Witch, ne prenant cependant pas en compte Blair Witch 2 : Le Livre des ombres.

## Synopsis
En 2014, James Donahue trouve sur YouTube une vidéo contenant l'image d'une femme qu'il croit être sa sœur Heather, disparue depuis 20 ans près de Burkittsville (Maryland) alors qu'elle enquêtait sur la légende de la sorcière de Blair. Croyant qu'elle est toujours en vie, il décide de partir à sa recherche, accompagné de son ami Peter Jones, d'Ashley Bennett, la petite amie de Peter, et de l'étudiante en cinéma Lisa Arlington, qui veut faire un documentaire sur l'affaire. Talia et Lane, deux jeunes habitants de la région qui ont trouvé et téléchargé la vidéo, se joignent à eux.
En marchant dans les bois et en installant le camp pour la nuit, Lane et Talia discutent de la disparition de Heather et de son équipe de tournage, des meurtres commis par Rustin Parr en 1940-1941 et d'autres événements mystérieux qu'ils attribuent à la sorcière de Blair. Ils entendent des bruits pendant la nuit, puis se réveillent à 14 heures pour trouver d'étranges figurines accrochées aux arbres. Quand Lisa remarque de la ficelle dans le sac à dos de Lane, lui et Talia admettent avoir créé les figurines, mais nient être impliqués dans les bruits étranges survenus. James et ses amis chassent Lane et Talia de leur groupe et sortent de la forêt.
Après des heures de marche guidée par GPS, les quatre protagonistes arrivent étonnamment à leur campement d'origine. Lisa pilote un drone pour se localiser, mais ce dernier fonctionne mal. Ashley tombe malade à cause d'une blessure au pied, forçant le groupe à camper à nouveau. Lorsque Peter inspecte le pied blessé d'Ashley, il remarque ce qu'il pense être un parasite à l'intérieur de la blessure. Peter, qui a quitté le camp pour aller chercher du bois, est poursuivi par une entité inconnue ; un arbre lui tombe dessus, puis il disparaît.
Lane et Talia réapparaissent dans la nuit, prétendant qu'ils errent depuis cinq jours ce qui semble plausible au regard de leur état bien plus sale et épuisé. Lane croit que le camp est une hallucination et s'enfuit, abandonnant Talia. Le lendemain matin, James et Lisa sont stupéfaits de découvrir qu'il fait encore noir dehors à 7 heures du matin, étant désormais plongés dans une nuit éternelle. Par ailleurs ils découvrent de plus grandes figurines et en grand nombre. Ashley accuse Talia de les avoir fabriquées et casse en deux une figurine attachée avec les cheveux de Talia ; dont le corps se brise instantanément d'une façon similaire. Une force invisible soulève la tente et le groupe est séparé. Ashley trouve le drone et grimpe à un arbre pour le récupérer, mais elle est assommée et tombe de l'arbre, puis l'entité inconnue l'emmène.
Une pluie torrentielle s'abat alors que Lisa et James arrivent à la maison de Rustin Parr. James entend quelqu'un qu'il croit être Heather crier à l'étage, entre dans la maison et voit Peter debout dans un coin. Il poursuit la personne qu'il croit être Heather, et se trouve confronté à une entité qui se téléporte.
Lisa aperçoit l'entité inconnue, une créature pâle et aux longs membres qui se déplace à travers les arbres, et elle court jusqu'au sous-sol de la maison. Elle retrouve Lane, beaucoup plus âgé et hostile, qui la piège dans un tunnel. Celui-ci est relié à une autre partie de la maison, où Lisa poignarde et tue Lane lorsqu'il l'attaque. Lisa s'enfuit lorsque la créature émerge du tunnel et la poursuit à travers la maison. Elle court jusqu'au grenier avec le caméscope de Lane, créant ainsi le paradoxe vidéo qui les a tous attirés dans les bois.
Lisa retrouve James dans le grenier et ils essaient de barricader la porte. Une lumière brille à l'extérieur du bâtiment, se déplaçant jusqu'à la porte, indiquant l'arrivée de la sorcière. James dit à Lisa de se tenir dans un coin de la pièce et s'excuse auprès d'elle avant que la sorcière n'entre, à côté de sa créature. James est amené à se retourner, croyant qu'il entend la voix de Heather, et disparaît. Lisa utilise le caméscope de Lane pour voir ce qui se trouve derrière elle et commence à marcher à reculons. Cependant, en entendant à nouveau la voix de James, elle se retourne et disparaît, laissant tomber sa caméra à terre, qui continue de filmer.

## Fiche technique
Sauf indication contraire, les informations mentionnées dans cette section peuvent être confirmées par la base de données cinématographiques IMDb,  présente dans la section « Liens externes ».
- Titre original et français : Blair Witch
- Titre québécois : La Légende Blair
- Réalisation : Adam Wingard
- Scénario : Simon Barrett
- Direction artistique : Sheila Hailey
- Costumes : Katia Stano
- Photographie : Bobby Baumgartner
- Montage : Louis Cioffi
- Musique : Adam Wingard
- Production : Keith Calder, Roy Lee, Steven Schneider et Jessica Wu
- Société de production : Lionsgate
- Sociétés de distribution : Lionsgate (États-Unis) ; Metropolitan Filmexport (France)
- Pays d'origine :  Canada,  États-Unis
- Langue originale : anglais
- Format : couleur - 1,85:1
- Genre : Horreur
- Durée : 89 minutes
- Dates de sortie[1] :
  - Canada : 11 septembre 2016 (Festival international du film de Toronto) ; 16 septembre 2016 (sortie nationale)
  - États-Unis : 16 septembre 2016
  - France : 17 septembre 2016 (L'Étrange Festival) ; 21 septembre 2016 (sortie nationale)
  - Belgique : 21 septembre 2016
- Film interdit aux moins de 12 ans lors de sa sortie en France.

## Distribution
- James Allen McCune (VF : Emmanuel Garijo ; VQ : Louis-Philippe Berthiaume) : James Donahue
- Callie Hernandez (VF : Adeline Chetail ; VQ : Mylène Mackay) : Lisa Arlington
- Brandon Scott (VF : Diouc Koma ; VQ : Iannicko N'Doua) : Peter
- Corbin Reid (VF : Rebecca Benhamour ; VQ : Marilou Morin) : Ashley
- Wes Robinson (VF : Alexandre Nguyen ; VQ : Alexandre L'Heureux) : Lane
- Valorie Curry (VF : Angèle Humeau ; VQ : Sarah-Jeanne Labrosse) : Talia

Version française réalisée par Dubbing Brothers ; direction artistique : Danielle Perret ; adaptation des dialogues : Olivier Delebarre ; enregistrement et mixage : Gilles Missir
Version québécoise réalisée par Technicolor Services Thomson ; direction artistique : Marie-Andrée Corneille ; adaptation des dialogues : Jacques Amar
 Source et légende : version québécoise (VQ) sur Doublage.qc.ca

## Production
La production s'est déroulée en Colombie-Britannique au printemps 2015 sous le titre de travail The Woods mais, lors de la première du film, les spectateurs de la Comic-Con 2016 ont eu la surprise d'entendre annoncer qu'il s'agissait en fait de la suite du Projet Blair Witch, tournée dans le plus grand secret.

## Musique
1. "Hakmarrja" – N.K.V.D[5],[6]
2. "Pagan Dance Move" – Arnaud Rebotini[5],[6]
3. "Rien à Paris" – Liz & László [5],[6]

## Accueil

### Accueil critique
Le film a obtenu globalement des critiques très mitigées. Il recueille 35% de critiques positives, avec un score moyen de 5,1/10 et sur la base de 192 critiques collectées, sur le site Rotten Tomatoes. Sur Metacritic, il obtient un score de 47/100, sur la base de 41 critiques collectées.

### Box-office
| Pays ou région    | Box-office      | Date d'arrêt du box-office | Nombre de semaines |
| ----------------- | --------------- | -------------------------- | ------------------ |
| États-Unis Canada | 20 777 061 $    | 27 octobre 2016            | 6                  |
| France            | 210 053 entrées | 8 novembre 2016            | 7                  |
| Monde             | 45 172 994 $    | 8 novembre 2016            | 7                  |

## Distinctions
Entre 2016 et 2017, Blair Witch a été sélectionné 10 fois dans diverses catégories et a remporté 3 récompenses.

### Récompenses
- Prix Vega Digital 2016 :
  - Prix Canopus des Applications et Sites mobiles décerné à Lionsgate,
  - Prix Canopus de la meilleure technologie décerné à Lionsgate.
- Prix Muse de la création 2017 : Prix Platine du meilleur Site Internet décerné à Lionsgate.

### Nominations
- BloodGuts UK Horror Awards 2016 : meilleur Prequel / Suite / Remake pour Adam Wingard.
- Prix IGN du cinéma d'été 2016 (IGN Summer Movie Awards) : meilleur film d'horreur.
- Golden Trailer Awards 2017 :
  - Meilleur spot TV d'horreur pour Lionsgate et AV Squad,
  - Meilleure affiche de film d'horreur pour Lionsgate,
  - Meilleurs Wildposts pour Lionsgate.
- Prix Fangoria Chainsaw 2017 : pire film.
- Prix iHorror 2017 : meilleur remake / suite d'horreur.